# Batalha de Marsaglia

A Batalha de Marsaglia foi uma batalha da Guerra dos Nove Anos, travada na Itália em 4 de outubro de 1693, entre o exército francês do Marechal Nicolas Catinat e o exército da Grande Aliança sob o comando do Duque Vítor Amadeu II de Saboia.

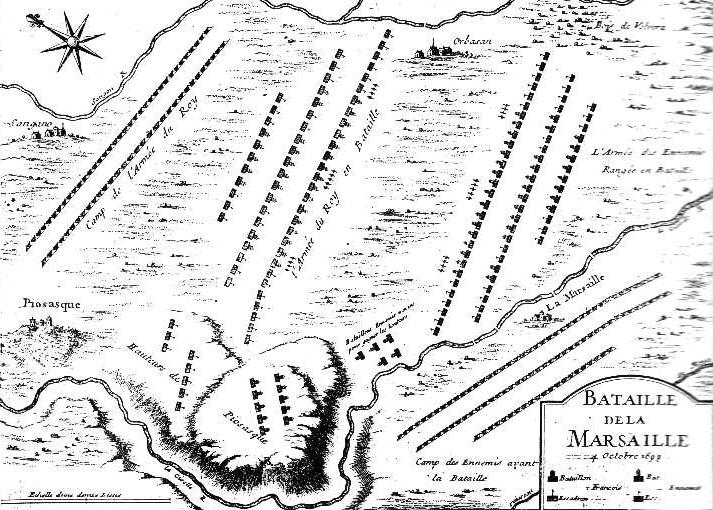
Mapa de Marsaglia

Catinat, avançando de Fenestrelle e Susa para socorrer Pinerolo, defendido pelo conde de Tessé e que o duque de Saboia estava sitiando, tomou posição em ordem formal de batalha ao norte da aldeia de Marsaglia, próximo a Orbassano. Aqui, em 4 de outubro, o duque de Saboia o atacou com todo o seu exército, frente a frente, mas a eficiência regimental grandemente superior dos franceses, e a atenção minuciosa de Catinat aos detalhes ao organizá-los, deram ao novo marechal uma vitória que foi um digno complemento a Neerwinden.
Os piemonteses e seus aliados perderam cerca de 12 000 mortos, feridos e prisioneiros, contra 1 800 de Catinat.
Marsaglia é uma das primeiras (se não a primeira) instâncias de uma carga de baioneta por uma longa linha destacada de infantaria. Os Hussardos figuraram aqui pela primeira vez na Europa Ocidental. Um regimento deles havia sido formado em 1692 a partir de desertores do serviço austríaco. É também notável como uma das primeiras grandes batalhas a ver a nova Brigada Irlandesa em ação pelo exército francês.